# Cymbidieae
Cymbidieae Pfitzer, 1887 è una tribù  di piante appartenente alla famiglia delle Orchidacee (sottofamiglia Epidendroideae).

## Tassonomia
La tribù comprende oltre 4000 specie, suddivise in 11 sottotribù e circa 180 generi:
Sottotribù Cymbidiinae
- Acriopsis Reinw. ex Blume, 1823 (10 spp.)
- Cymbidium Sw., 1799 (78 spp.)
- Grammatophyllum Blume, 1825 (13 spp.)
- Porphyroglottis Ridl., 1896 (1 sp.)
- Thecopus Seidenf., 1984 (2 spp.)
- Thecostele Rchb.f., 1857 (1 sp.)

Sottotribù Dipodiinae
- Dipodium R.Br., 1810 (40 spp.)

Sottotribù Eulophiinae
- Acrolophia Pfitzer, 1888 (7 spp.)
- Ansellia Lindl., 1844 (1 sp.)
- Claderia Hook.f., 1890 (1 sp.)
- Cymbidiella Rolfe, 1918 (3 spp.)
- Eulophia R.Br. ex Lindl., 1821 (203 spp.)
- Eulophiella Rolfe, 1891 (6 spp.)
- Geodorum Jacks., 1811 (8 spp.)
- Grammangis  Rchb.f., 1860 (2 spp.)
- Graphorkis Thouars, 1809 (4 spp.)
- Imerinaea Schltr. (1 sp.)
- Oeceoclades Lindl., 1832 (41 spp.)
- Paralophia  P.J.Cribb & Hermans, 2005 (2 spp.)

Sottotribù Catasetinae
- Catasetum Rich. ex Kunth, 1822 (190 spp.)
- Clowesia Lindl., 1843 (7 spp.)
- Cyanaeorchis Barb.Rodr. (3 spp.)
- Cycnoches Lindl., 1832 (33 spp.)
- Dressleria Dodson, 1975 (13 spp.)
- Galeandra Lindl., 1830 (40 spp.)
- Grobya Lindl., 1835 (5 spp.)
- Mormodes Lindl., 1836 (84 spp.)

Sottotribù Cyrtopodiinae
- Cyrtopodium R.Br. in W.T.Aiton, 1813 (48 spp.)

Sottotribù Coeliopsidinae
- Coeliopsis Rchb.f., 1872 (1 sp.)
- Lycomormium Rchb.f., 1852 (5 spp.)
- Peristeria Hook., 1831 (12 spp.)

Sottotribù Eriopsidinae
- Eriopsis Lindl., 1847 (3 spp.)

Sottotribù Maxillariinae
- Anguloa Ruiz & Pav., 1794 (9 spp.)
- Bifrenaria Lindl., 1832 (21 spp.)
- Guanchezia G.A.Romero & Carnevali, 2000 (1 sp.)
- Horvatia Garay, 1977 (1 sp.)
- Lycaste Lindl., 1843 (36 spp.)
- Maxillaria Ruiz & Pav., 1794 (647 spp.)
- Neomoorea  Rolfe, 1904 (1 sp.)
- Rudolfiella Hoehne, 1944 (6 spp.)
- Scuticaria Lindl., 1843 (12 spp.)
- Sudamerlycaste Archila, 2002 (42 spp.)
- Teuscheria Garay, 1958 (10 spp.)
- Xylobium  Lindl., 1825 (36 spp.)

Sottotribù Oncidiinae
- Aspasia Lindl. (7 spp.)
- Brassia R.Br. (68 spp.)
- Caluera Dodson & Determann (4 spp.)
- Capanemia Barb.Rodr. (9 spp.)
- Caucaea Schltr., 1920 (15 spp.)
- Centroglossa Barb.Rodr. (5 spp.)
- Chytroglossa Rchb.f. (3 spp.)
- Cischweinfia Dressler & N.H.Williams (11 spp.)
- Comparettia Poepp. & Endl. (79 spp.)
- Cuitlauzina Lex. (8 spp.)
- Cypholoron Dodson & Dressler (2 spp.)
- Cyrtochiloides N.H.Williams & M.W.Chase (3 spp.)
- Cyrtochilum Kunth (187 spp.)
- Dunstervillea Garay (1 sp.)
- Eloyella P.Ortiz (10 spp.)
- Erycina Lindl. (7 spp.)
- Fernandezia Ruiz & Pav. (98 spp.)
- Gomesa R.Br. (125 spp.)
- Grandiphyllum Docha Neto (8 spp.)
- Hintonella Ames (1 sp.)
- Hofmeisterella Rchb.f. (2 spp.)
- Ionopsis Kunth (6 spp.)
- Leochilus Knowles & Westc. (12 spp.)
- Lockhartia Hook. (33 spp.)
- Macradenia R.Br. (13 spp.)
- Macroclinium Barb.Rodr. (49 spp.)
- Miltonia Lindl. (12 spp.)
- Miltoniopsis God.-Leb. (5 spp.)
- Notylia Lindl. (55 spp.)
- Notyliopsis P.Ortiz (1 sp.)
- Oliveriana Rchb.f. (14 spp.)
- Oncidium Sw. (336 spp.)
- Ornithocephalus Hook. (55 spp.)
- Otoglossum (Schltr.) Garay & Dunst. (25 spp.)
- Phymatidium Lindl. (9 spp.)
- Platyrhiza Barb.Rodr. (1 sp.)
- Plectrophora H.Focke (10 spp.)
- Polyotidium Garay (1 spp.)
- Psychopsiella Lückel & Braem (1 spp.)
- Psychopsis Raf. (4 spp.)
- Pterostemma Kraenzl. (4 spp.)
- Quekettia Lindl. (7 spp.)
- Rauhiella Pabst & Braga (3 spp.)
- Rhynchostele Rchb.f. (17 spp.)
- Rodriguezia Ruiz & Pav. (47 spp.)
- Rossioglossum (Schltr.) Garay & G.C.Kenn. (11 spp.)
- Sanderella Kuntze (2 spp.)
- Saundersia Rchb.f. (2 spp.)
- Schunkea Senghas (1 sp.)
- Seegeriella Senghas (3 spp.)
- Solenidium  Lindl. (3 spp.)
- Suarezia Dodson (1 sp.)
- Sutrina Lindl. (2 spp.)
- Systeloglossum Schltr. (5 spp.)
- Telipogon Kunth (241 spp.)
- Thysanoglossa Porto & Brade (3 spp.)
- Tolumnia Raf. (27 spp.)
- Trichocentrum Poepp. & Endl., 1836 (91 spp.)
- Trichoceros  Kunth (10 spp.)
- Trichopilia Lindl. (45 spp.)
- Trizeuxis Lindl. (1 sp.)
- Vitekorchis Romowicz & Szlach. (4 spp.)
- Warmingia Rchb.f. (4 spp.)
- Zelenkoa M.W.Chase & N.H.Williams (1 sp.)
- Zygostates Lindl. (25 spp.)

Sottotribù Stanhopeinae
- Acineta Lindl. (15 spp.)
- Braemia Jenny (1 sp.)
- Cirrhaea Lindl. (7 spp.)
- Coryanthes Hook. (65 spp.)
- Embreea Dodson (2 spp.)
- Gongora Ruiz & Pav. (69 spp.)
- Horichia Jenny (1 sp.)
- Houlletia Brongn. (9 spp.)
- Kegeliella Mansf. (4 spp.)
- Lacaena Lindl. (2 spp.)
- Lueckelia Jenny (1 spp.)
- Lueddemannia Linden & Rchb.f. (3 spp.)
- Paphinia  Lindl. (16 spp.)
- Polycycnis Rchb. f. (14 spp.)
- Schlimia Planch. & Linden (6 spp.)
- Sievekingia Rchb.f. (14 spp.)
- Soterosanthus F.Lehm. ex Jenny (1 sp.)
- Stanhopea J.Frost ex Hook. (76 spp.)
- Trevoria F.Lehm. (5 spp.)
- Vasqueziella Dodson (1 sp.)

Sottotribù Zygopetalinae
- Aetheorhyncha Dressler (1 sp.)
- Aganisia Lindl. (3 spp.)
- Batemannia Lindl. (5 spp.)
- Benzingia Dodson (9 spp.)
- Chaubardia Rchb.f. (3 spp.)
- Chaubardiella Garay (8 spp.)
- Cheiradenia Lindl. (1 spp.)
- Chondrorhyncha Lindl. (7 spp.)
- Chondroscaphe (Dressler) Senghas & G.Gerlach (14 spp.)
- Cochleanthes Raf. (4 spp.)
- Cryptarrhena R.Br. (3 spp.)
- Daiotyla Dressler (4 spp.)
- Dichaea Lindl. (121 spp.)
- Echinorhyncha Dressler (5 spp.)
- Euryblema Dressler (2 spp.)
- Galeottia A.Rich. (12 spp.)
- Hoehneella Ruschi (2 spp.)
- Huntleya Bateman ex Lindl. (14 spp.)
- Ixyophora Dressler (6 spp.)
- Kefersteinia Rchb.f. (63 spp.)
- Koellensteinia Rchb.f. (11 spp.)
- Neogardneria Schltr. ex Garay (1 spp.)
- Otostylis Schltr. (2 spp.)
- Pabstia Garay (5 spp.)
- Paradisanthus Rchb.f. (1 spp.)
- Pescatoria Rchb.f. (21 spp.)
- Promenaea Lindl. (16 spp.)
- Stenia Lindl. (22 spp.)
- Stenotyla Dressler (9 spp.)
- Vargasiella C.Schweinf. (3 spp.)
- Warczewiczella Rchb.f. (11 spp.)
- Warrea Lindl. (3 spp.)
- Warreella Schltr. (2 spp.)
- Warreopsis Garay (4 spp.)
- Zygopetalum Hook. (14 spp.)
- Zygosepalum (Rchb.f.) Rchb.f. (8 spp.)